# Scotty Bahrke
Scotty Bahrke (ur. 19 lipca 1985) – amerykański narciarz dowolny. Specjalizuje się w skokach akrobatycznych. W zastępstwie za Dylana Fergusona startował na Igrzyskach w Vancouver, gdzie zajął 23. miejsce w skokach akrobatycznych. Najlepszy wynik w Mistrzostwach Świata uzyskał w Inawashiro 2009 roku,  gdzie uplasował się na 17 pozycji. Jego najlepszym wynikiem w Pucharze Świata jest 28. miejsce w klasyfikacji generalnej, a w klasyfikacji skoków akrobatycznych zajął 11 lokatę. Było to w sezonie 2011/2012.

## Sukcesy

### Igrzyska olimpijskie
| Miejsce | Dzień     | Rok  | Miejscowość | Konkurencja        | Zwycięzca        |
| ------- | --------- | ---- | ----------- | ------------------ | ---------------- |
| 23.     | 25 lutego | 2010 | Vancouver   | Skoki akrobatyczne | Alaksiej Hryszyn |

### Mistrzostwa Świata
| Miejsce | Dzień    | Rok  | Miejscowość          | Konkurencja        | Zwycięzca        |
| ------- | -------- | ---- | -------------------- | ------------------ | ---------------- |
| 23.     | 10 marca | 2007 | Madonna di Campiglio | Skoki akrobatyczne | Han Xiaopeng     |
| 17.     | 4 marca  | 2009 | Inawashiro           | Skoki akrobatyczne | Ryan St. Onge    |
| 23.     | 4 lutego | 2011 | Deer Valley          | Skoki akrobatyczne | Warren Shouldice |

### Puchar Świata

#### Miejsca w klasyfikacji generalnej
- 2004/2005 – 128.
- 2005/2006 – 195.
- 2006/2007 – 72.
- 2007/2008 – 43.
- 2008/2009 – 73.
- 2009/2010 – 85.
- 2010/2011 – 42.
- 2011/2012 – 28.

#### Zwycięstwa w zawodach
1. Kreischberg – 17 lutego 2012 (Skoki akrobatyczne)

#### Pozostałe miejsca na podium w zawodach
1. Calgary – 29 stycznia 2011 (Skoki akrobatyczne) – 3. miejsce